# SkiFree
SkiFree é um jogo feito para o Windows, cujos objetivos existem em número de quatro: 
- Entrar no Free-style course (com o objetivo de coletar "style points" (pontos de estilo) fazendo manobras).
- Entrar no bufface Slalom course (com o objetivo de completar um aberto de slalom no menor tempo possível).
- Entrar no Tree Slalom course (similar a um curso de Slalom, mas longo, com bandeiras pouco espaçadas, e com a presença de árvores).
- Entrar em nenhum destes cursos, e fazer apenas ski free (esqui livre).

Quando atingir a marca de 2.000 metros percorridos, aparecerá contra o jogador o abominable snow monster (abominável monstro da neve), que tentará comer o jogador para forçar o final da partida. Não tem como escapar dele, ao menos que você vá pela diagonal oposta ao monstro e aperte o F para aumentar a velocidade.